# Notstation
Notstation ist eine umgangssprachliche Bezeichnung für eine tierheimähnliche Einrichtung im Sinne des § 11 Abs. 1 Satz 1 Nr. 3 des deutschen Tierschutzgesetzes (TierSchG). Sie ist ähnlich einem Tierheim dadurch gekennzeichnet, dass sie auf Dauer angelegt ist und überwiegend der Aufnahme und Pflege von Fund- und Abgabetieren für Dritte dient. Wie bei einem Tierheim ist auch der Betrieb einer Notstation erlaubnispflichtig. Für diese Erlaubnis ist die übergeordnete Veterinärbehörde zuständig.
Notstationen werden von einer Privatperson geleitet und finanziert und nicht staatlich unterstützt. In der Regel gehören diese Stationen auch keinem Tierschutzverein an.
Unter den spezifischen Haltungsbedingungen in einem Tierheim, in dem viele Tiere an einem Ort konzentriert gehalten werden, sind jedoch Verstöße gegen die materiellen Anforderungen an das Halten von Tieren auch in einer Notstation zu besorgen, denen durch die Erlaubnispflicht begegnet werden soll. Nur eine private Pflegestelle, in der die Tierhaltung Teil der Wohnnutzung ist, unterliegt ebenso wenig wie die private Haustierhaltung einer Erlaubnispflicht.
Aus dem Antrag auf Erteilung einer Erlaubnis nach § 11 Abs. 1 TierSchG müssen folgende Angaben ersichtlich sein:
1. Name und Anschrift des Antragstellers,
2. Art der Einrichtung,
3. Anschrift der Einrichtung,
4. Name und Anschrift der für die Tätigkeit verantwortlichen Person,
5. berufliche Qualifikation der für die Tätigkeit verantwortlichen Person,
6. Nachweis der beruflichen Qualifikation (z. B. beglaubigte Abschrift von Zeugnissen),
7. voraussichtliche Art und Höchstzahl von Tieren, deren Aufnahme beabsichtigt ist sowie
8. Beschreibung der Räume und Einrichtungen, die der Tätigkeit dienen sollen.

Die materiellen Voraussetzungen für die Erteilung einer Erlaubnis ergeben sich aus der gemäß § 21 Abs. 5 Satz 1 TierSchG bis zum Erlass einer Rechtsverordnung nach § 11 Abs. 2 TierSchG weiter anzuwendenden Vorschrift des § 11 Abs. 2 TierSchG in der bis zum 13. Juli 2013 geltenden Fassung (im Folgenden: TierSchG a.F.). Nach § 11 Abs. 2 Nr. 1 bis 4 TierSchG a.F. darf eine Erlaubnis nur erteilt werden, wenn die dort genannten Voraussetzungen kumulativ vorliegen. Danach ist erforderlich, dass die für die Tätigkeit verantwortliche Person über die erforderliche Sachkunde und Zuverlässigkeit verfügt sowie die der Tätigkeit dienenden Räume und Einrichtungen eine den Anforderungen des § 2 TierSchG entsprechende Ernährung, Pflege und Unterbringung der Tiere ermöglichen. Den von der Tierärztlichen Vereinigung für Tierschutz (TVT) herausgegebenen Merkblättern für die jeweiligen Tierarten, dem Rahmen-Hygieneplan für Tierheime des Bundesverbandes praktizierender Tierärzte (bpt) sowie der Tierheimordnung des Deutschen Tierschutzbundes können im Rahmen der Auslegung des § 2 TierSchG die Ansprüche entnommen werden, die die jeweilige Tierart an eine tierschutzgerechte Haltung hat.
Die für die Tätigkeit erforderlichen fachlichen Kenntnisse und Fähigkeiten sind in der Regel anzunehmen, wenn die verantwortliche Person eine abgeschlossene staatlich anerkannte oder sonstige Aus- oder Weiterbildung absolviert hat, die zum Umgang mit den Tierarten befähigt, auf die sich die Tätigkeit erstreckt, oder auf Grund ihres bisherigen beruflichen oder sonstigen Umgangs mit Tieren, beispielsweise durch langjährige erfolgreiche Haltung der betreffenden Tierarten, die für die Tätigkeit erforderlichen fachlichen Kenntnisse hat.
Das Betreiben einer Notstation ohne die erforderliche Erlaubnis stellt eine Ordnungswidrigkeit dar und kann mit einer Geldbuße bis zu 25 000 Euro geahndet werden (§ 18 Abs. 1 Nr. 20, Abs. 4 TierSchG).